# زیلویو هرکلوتس
زیلویو هرکلوتس (انگلیسی: Silvio Herklotz؛ زادهٔ ۶ مهٔ ۱۹۹۴) دوچرخه‌سوار اهل آلمان است.
از باشگاه‌هایی که در آن بازی کرده‌است می‌توان به بورا–هانسگروهه و تیم دوچرخه‌سواری اشتاتینگ سرویس گروپ اشاره کرد.